# Macugonalia cavifrons
Macugonalia cavifrons är en insektsart som beskrevs av Carl Stål 1862. Macugonalia cavifrons ingår i släktet Macugonalia och familjen dvärgstritar. Inga underarter finns listade i Catalogue of Life.